# Шерна
Шерна́ — река во Владимирской и Московской областях России, левый приток Клязьмы.
Образуется слиянием рек Серой и Молокчи возле станции Бельково Киржачского района Владимирской области. Впадает в Клязьму в 4 км ниже города Ногинска, около деревни Большое Буньково.
На берегах реки расположились деревни и сёла: Горка, Першино, Аленино, Филипповское, Дворищи, Буяни, Заречье, Следово, Мамонтово, Калитино, Карабаново, Караваево, Богослово.

## Гидрология
Длина реки — 89 км, ширина — 20—40 м, средняя глубина — 2 м, в омутах может достигать 5 м. Площадь бассейна достигает 1890 км².
Основные притоки реки: Молокча и Серая, Кошинка, Мележа, Дубенка,, Змейка, несколько ручьёв, среди них Поло́винка и Боровая.
Впадает в Клязьму ниже города Ногинска у посёлка Большое Буньково, несколько поправляя высокую её загрязнённость.
В водосборном бассейне реки находятся такие крупные поселения, как Александров, Карабаново, Струнино, Фряново; посёлки Балакирево и Ногинск-9.
Берега реки преимущественно пологие, живописные. Русло реки сильно извилисто, много стариц, заливов, болотец. Берега местами покрыты смешанным лесом.
Отличается сравнительно высокой скоростью, особенно в верхнем течении в период половодья (местами до 1 м/с).
В русле множество затопленных деревьев, сучьев, коряг сохранившихся в холодных омутах; оно перекрыто множественными мостиками из стволов.
Впадают реки (км от устья)
- 23 км: река Дубенка
- 33 км: река Змейка
- 38 км: река Мележа (п)
- 50 км: река без названия (Кошинка), у Аленино (бывшая деревня Никулкино)
- 89 км: река Молокча
- 89 км: река Серая (л)

## Исторические сведения

### Происхождение названия
На старинных картах река именуется Сера, Серая, Серня, Шерна, Шарна, Шорна, Великая Шорна. В «Атласе промышленности Московской губернии» от 1845 г. река названа Чёрной.
Название Шерна может иметь связь с литовским šernas — «дикий кабан, вепрь» либо с литовским širmas — «серый, сивый».

### История
Найдены стоянки человека эпохи неолита (4—5 тыс. лет назад) у села Заречье, близ устья Мележи найдены славянские курганные могильники. Некоторые поселения относятся к XII—XIV векам.
В XIX веке на реке стояло много плотин, использовавшихся для приведения в действие двигателей на фабриках в посёлке Горка, в Филипповском (Киржачский район), а также мельниц.
В 1950—1990-е годы в реку стали сливать большое количество слабоочищенных или совсем неочищенных промышленных стоков с предприятий в г. Карабаново, п. Горка, Аленино и Филипповском; с лугов в реку с дождевой водой поступали минеральные удобрения. Экология реки заметно ухудшилась.
В годы экономического кризиса, после 1991 года, когда было остановлено много предприятий, река заметно очистилась.

## Данные водного реестра
По данным государственного водного реестра России относится к Окскому бассейновому округу, водохозяйственный участок реки — Клязьма от города Ногинск до города Орехово-Зуево, речной подбассейн реки — бассейны притоков Оки от Мокши до впадения в Волгу. Речной бассейн реки — Ока.
По данным геоинформационной системы водохозяйственного районирования территории РФ, подготовленной Федеральным агентством водных ресурсов:
- Код водного объекта в государственном водном реестре — 09010300612110000031413
- Код по гидрологической изученности (ГИ) — 110003141
- Код бассейна — 09.01.03.006
- Номер тома по ГИ — 10
- Выпуск по ГИ — 0

## Сооружения
Кроме автомобильных мостов, за деревней Калитино — остатки узкоколейного металлического моста, в д. Карабаново — металлический подвесной пешеходный мост.
Перед устьем, у Караваево, Шерна перекрыта водосливной плотиной с четырьмя съёмными затворами. Над сооружением проложен автомобильный переход шириной 7 метров и грузоподъёмностью 30 тонн. Плотина оборудована электрическим краном для обслуживания и замены затворов. Разность высот воды на гидроузле — около 1,8 метра. Основное назначение гидроузла — водоснабжение, а также незначительное противопаводковое, кроме того, водосброс осуществляет дополнительную аэрацию, способствуя самоочистке воды и нагулу рыбы. Несмотря на нормальное состояние плотины, по берегам водохранилища имеется несколько растущих промоин (2010 год), сбрасывающих значительную часть воды мимо плотины. На 1,5 км вверх и вниз по течению от сооружения — охраняемая территория, где запрещено, в том числе и любительское рыболовство.

## Животный мир
На берегах реки и её ручьях восстанавливают свою популяцию бобры и выдры, известно о былом богатстве берегов выхухолью, куницей и горностаем. По реке селится множество птиц, крутые песчаные берега в верхнем течении — излюбленное место поселения береговых ласточек.

### Ихтиофауна
В реке водятся 22 вида рыб: щука, окунь, плотва, язь, лещ, линь и карась, налим, сом, судак, ротан, пескарь, уклейка, бычок, встречаются голавль и жерех и многие другие, по разговорам старожилов в начале XX века в реку заходила и знаменитая Клязьминская стерлядь.
Несмотря на перекрытие русла реки плотиной, проход рыбы возможен через имеющиеся протоки.
Чистые воды реки хороши для нереста, нагула и зимовки рыбы.

## Растительность
Многообразна растительность реки, особенно богатая в заводях: тростник обыкновенный, рогоз, осоки, частуха и стрелолист, хвощ, камыш, кувшинки жёлтая и белая, крапива обыкновенная и двудомная, герань лесная и многое другое.
По берегам встречаются заливные луга, значительные площади распаханы, разбиты сады и огороды.
Леса по берегам в основном смешанные, сосново-берёзовые, небольшими группами встречаются немногочисленные дубы.

## Природоохранные зоны
На 5 км выше по течению реки от посёлка Караваево и по её берегам отведена территория природно-ландшафтного комплекса. На выделенной земле и по реке запрещено ведение хозяйственной деятельности, промышленное рыболовство и любое рыбоводство, распашка земель, строительство, организация садов и огородов, выезд на автотранспорте.